# راي واربورتون
راي واربورتون (بالإنجليزية: Ray Warburton)‏ (7 أكتوبر 1967 في المملكة المتحدة - ) هو لاعب كرة قدم بريطاني في مركز الدفاع. لعب مع روشدين ودايموندز ونادي روذرهام يونايتد ونادي نورثامبتون تاون ونادي يورك سيتي ونادي ألدرشوت تاون ونادي بوسطن يونايتد.

## وصلات خارجية
- راي واربورتون على موقع قاعدة بيانات كرة القدم.إي يو (الإنجليزية)
- راي واربورتون على موقع Soccerbase.com (لاعب) (الإنجليزية)